# Eric Lejeune
Eric Lejeune (16 juni 1962) is een Belgisch politicus voor de MR.

## Levensloop
Lejeune werd beroepshalve leraar en was daarna onderwijsinspecteur voor de Franse Gemeenschap.
Hij werd in 1982 op 20-jarige leeftijd verkozen tot gemeenteraadslid van Bastenaken, wat hij bleef tot in 2014. Van 2016 tot 2012 was hij er schepen onder burgemeester Philippe Collard. Ook was hij voorzitter van de MR-afdeling van het arrondissement Bastenaken.
In december 2018 volgde hij Carine Lecomte op als lid van het Waals Parlement en het Parlement van de Franse Gemeenschap. Hij bleef in beide assemblees zetelen tot in mei 2019. Bij de Waalse verkiezingen die maand stond hij als opvolger op de MR-lijst.